# Zofia Glazer-Rudzińska

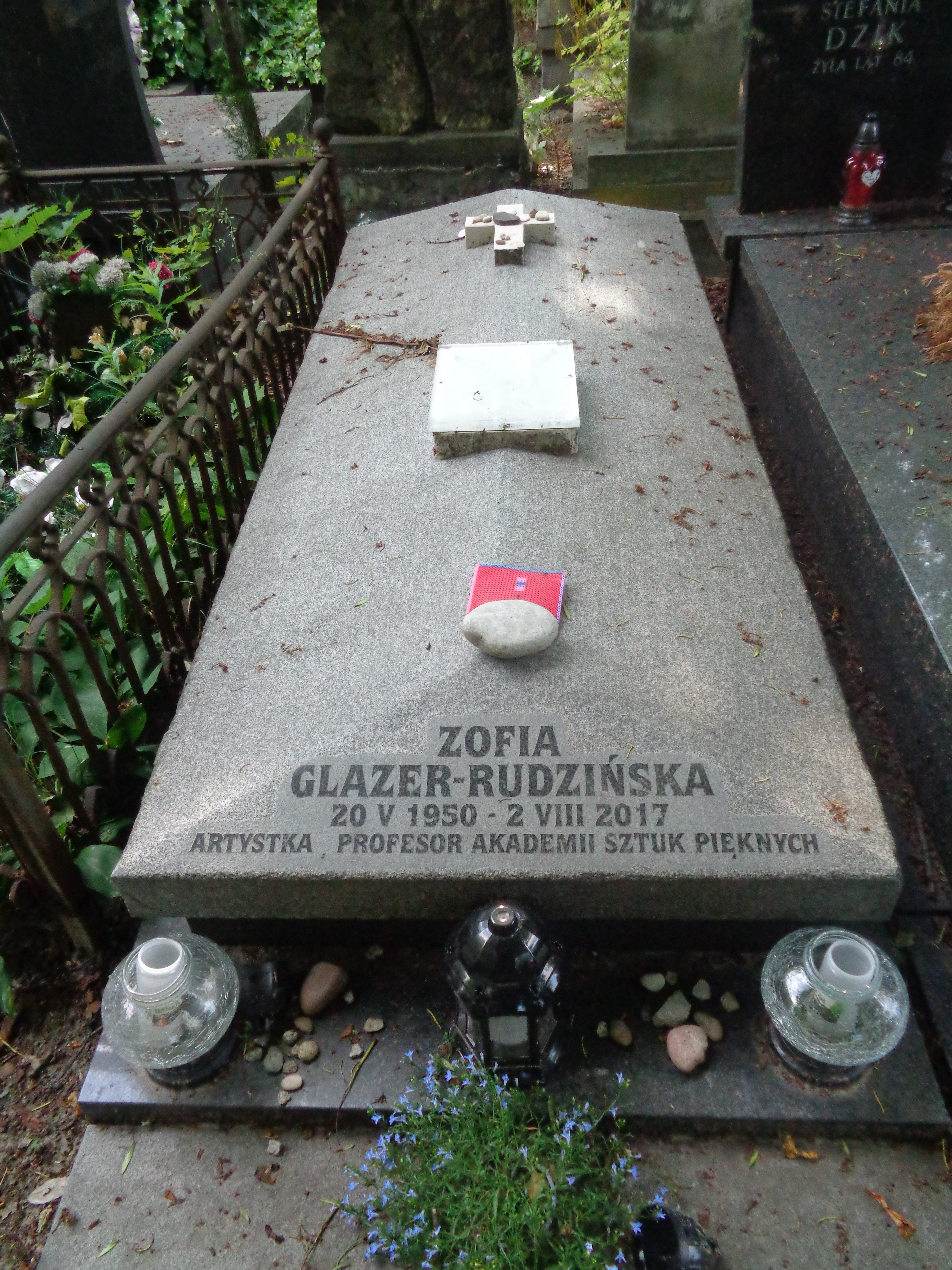
Grób Zofii Glazer-Rudzińskiej na cmentarzu Powązkowskim

Zofia Urszula Glazer-Rudzińska (ur. 20 maja 1950 w Warszawie, zm. 2 sierpnia 2017 tamże) – polska artystka malarka, graficzka, rysowniczka, autorka form przestrzennych i bibliofilskich wydań poezji. Nauczycielka akademicka, profesor zwyczajny w Akademii Sztuk Pięknych w Warszawie.

## Życiorys
W 1974 uzyskała dyplom z wyróżnieniem w pracowni litografii na Wydziale Grafiki Akademii Sztuk Pięknych w Warszawie. W lutym 1975, na tym Wydziale rozpoczęła pracę dydaktyczną jako asystentka prof. Jerzego Tchórzewskiego. W Akademii przeszła wszystkie stopnie kariery akademickiej od asystenta do profesora zwyczajnego – 1997. W latach 1996–1999 – Prodziekan Wydziału Rzeźby. Od 1995 do końca roku szkolnego, tj. do lipca 2017 prowadziła Pracownię Rysunku na Wydziale Rzeźby. Od 1990 – 1992 miała równolegle zajęcia rysunku dla studentów reżyserii w Państwowej Wyższej Szkole Teatralnej w Warszawie. Jako pedagog i wychowawca młodzieży była niezwykle ceniona przez studentów oraz przez pracowników ASP. Wieloletnia członkini Jury w Ogólnopolskim konkursie Szkół Plastycznych.
Zmarła w Warszawie 2 sierpnia 2017 roku. Pochowana na Starych Powązkach, kwatera 27/3/11.

## Twórczość

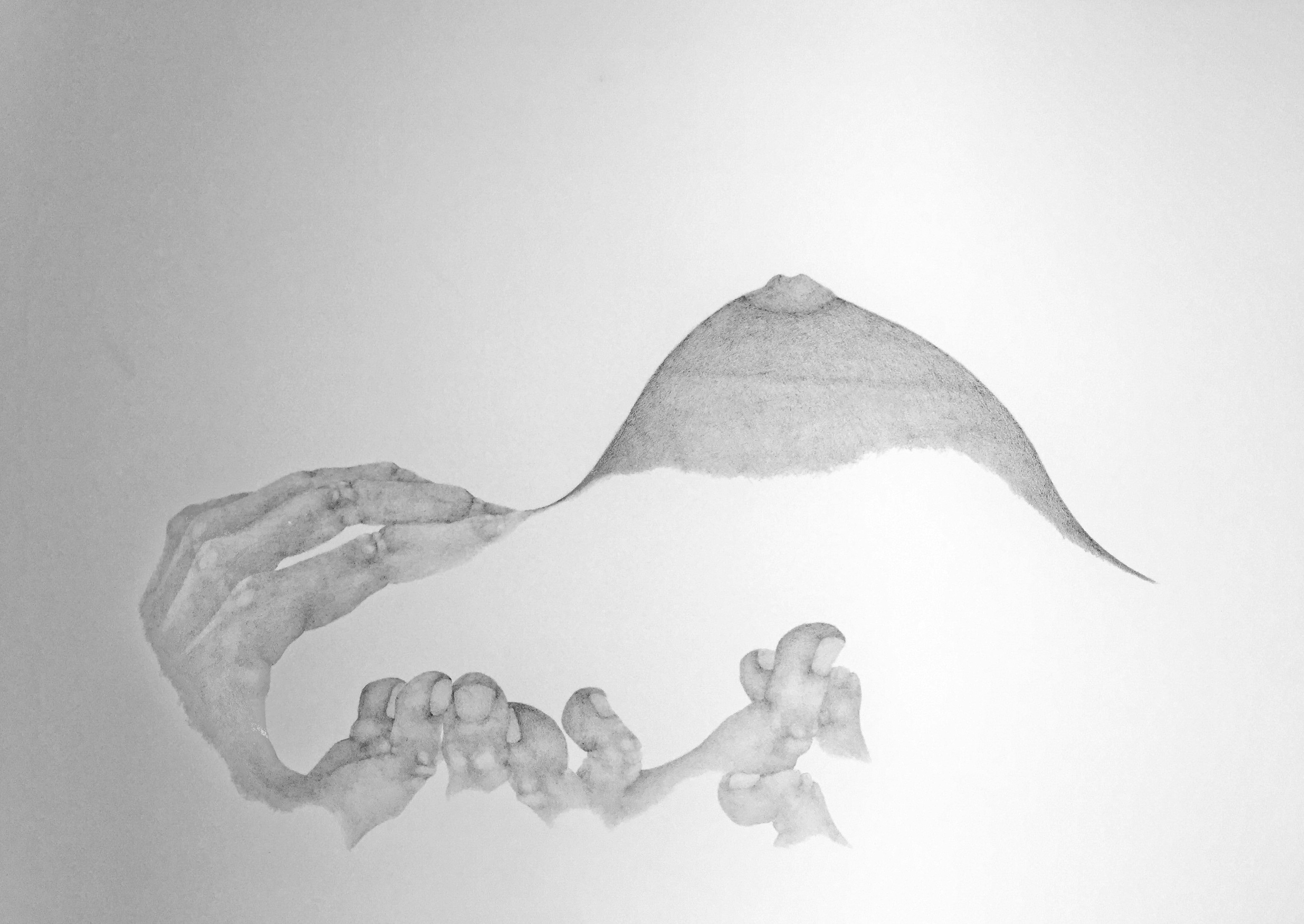
Zofia Glazer, Pejzaż – litografia, kredka na kamieniu, 1979.

Zajmowała się litografią, rysunkiem, malarstwem i formami przestrzennymi. Wydała bibliofilskie tomiki poezji Dylana Thomasa, Paula Eluarda i T.S.Eliota; autorka okładek i ilustracji, m.in. poezji Józefa Barana oraz Anny Kamieńskiej (w Biblioteczce arkuszy poetyckich i graficznych wydanych w ramach Tygodnia Kultury Chrześcijańskiej – 1986).
Autorstwo jej czarno-białych litografii z motywem dłoni, poza logiczną konsekwencją formy łączy jedność myślenia, intuicji i wyobraźni – jest niewątpliwe i natychmiast rozpoznawalne. Autorka wielu cykli litografii, m.in. Kraby, Katedra, Nauka latania, Portrety, Salon, Pejzaż i inne.
Jej obrazy przedstawiają człowieka otoczonego światłem, zbudowanego ze światła i tylko dzięki niemu istniejącego. Prace malarskie uwikłane są w porządek egzystencjalny, między miłością a śmiercią, m.in. cykl Salon, Portrety.

### Wystawy indywidualne[6], m.in.

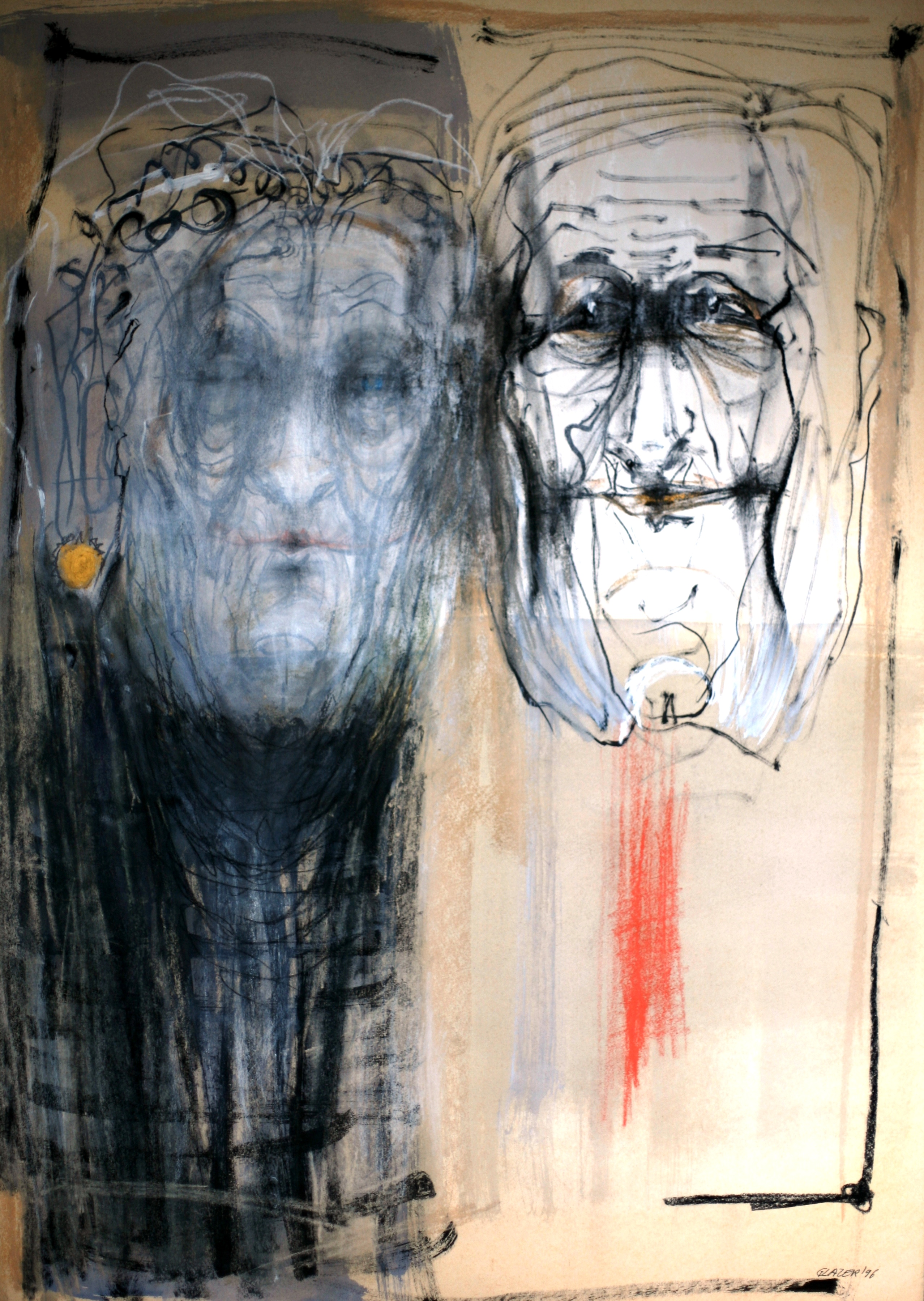
Zofia Glazer. Z cyklu: Salon. Technika mieszana, 1997.

1975 – Warszawa, Galeria Młodych, ASP. Galeria Sztuki Współczesnej, grafika, 1976 – Wrocław, Muzeum Narodowe. Mała Galeria, grafika, malarstwo, 1978 – Barcelona, Hiszpania, Wystawa litografii, 1980 – Cali, Kolumbia, La Mancha Blanca, grafika, 1986 – Warszawa, Galeria Pokaz, grafika, 1988 – Warszawa, Galeria Teatru Powszechnego, malarstwo, rysunek, 1997 – Warszawa, Galeria Pokaz, litografia, rysunek, 1997 – Warszawa, Galeria Prezydenta Miasta Warszawy, 2002 – Warszawa, Galeria Aula, ASP, malarstwo, litografia, 2017 – Warszawa, Fundacja Polskiej Sztuki Nowoczesnej, 2018 – Warszawa, Galeria Test, malarstwo, grafika.

### Wystawy zbiorowe[6], m.in.

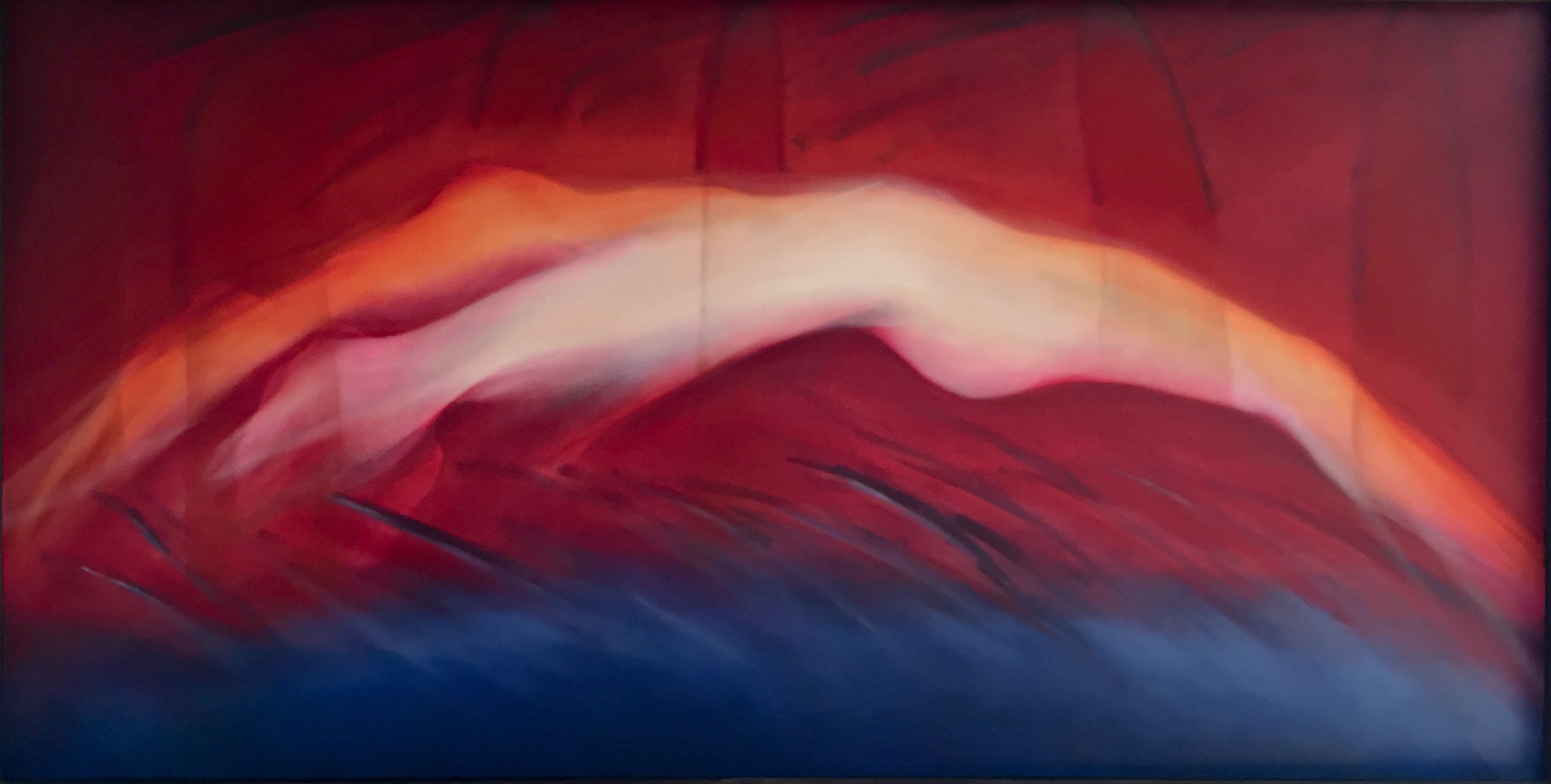
Zofia Glazer, Bez tytułu. Olej na płótnie, 1998

1975 – Warszawa, Pokolenie XXX, 1975 – Warszawa, Zachęta, VI Ogólnopolska Wystawa Grafiki, 1975 – Łódź, Ogólnopolska Wystawa Grafiki, 1975 – Warszawa, XXX Lat Grafiki Warszawskiej 1975 – Warszawa, Zapiecek Grafika Miesiąca, X lat Konkursu, 1975 – Warszawa, Wystawa XIV debiutów absolwentów ASP, 1976 – Warszawa, Zachęta, VII Ogólnopolska Wystawa Grafiki, 1976 – Mulhause, Francja, II Biennale Grafiki, 1976 – Kraków, Międzynarodowe Biennale Grafiki, 1976 – Cagnes sur Mer, Francja, VIII Festiwal Malarstwa, 1976 – Mentona, Francja, XI Biennale Sztuki, 1976 – Warszawa, IV Festiwal Sztuki, 1976 – Frechen, Niemcy, IV Biennale Grafiki, 1978 – Kraków, Międzynarodowe Biennale Grafiki, 1978 – Mulhause, Francja, III Biennale Grafiki, 1978 – Warszawa, VII Festiwal Sztuk Pięknych, 1978 – Warszawa, VIII Ogólnopolska Wystawa Grafiki, 1979 – Heidelberg, Niemcy, Biennale Grafiki Europejskiej, 1980 – Kraków, Międzynarodowe Biennale Grafiki, 1980 – Bazylea, Szwajcaria, Grafika Polska, 1980 – Barcelona, Hiszpania, Sztuka Polska, 1980 – Tokio, Japonia, Grafika Polska, 1981 – Lubljana, Słowenia, XIV Międzynarodowe Biennale Grafiki, 1981 – Niemcy, trzy miasta, Wystawa Grafiki Polskiej, 1982 – Paryż, Francja, Sztuka Polska, 1983 – Lubljana, Słowenia, XV Międzynarodowe Biennale Grafiki, 1984 – Biella, Włochy, Biennale Grafiki, 1984 – Kraków, Międzynarodowe Biennale Grafiki, 1988 – Szwecja, Flamingo Grafik, 1989 – Mentona, Francja, Biennale Grafiki, 1995 – Warszawa, W kręgu nowej figuracji, 1999 – Warszawa, 200 – lecie litografii, 2003 – Warszawa, Galeria Test, W kręgu Pracowni Litografii, 2003 – Warszawa, Zachęta, Powinność i Bunt, 2003 – Warszawa, Galeria Test, Potęga litografii, 2004 – Warszawa, Wilanów, Mistrzowie Grafiki, 2004 – Banja Luka, Bośnia i Hercegowina, Grafika Polska,
Prace znajdują się m.in. w zbiorach Muzeum Archidiecezji Warszawskiej, Muzeum Grafiki w Kopenhadze, Muzeach Narodowych Warszawy, Wrocławia i Poznania, Muzeum Ziemi Przemyskiej, Muzeum Warmii i Mazur w Olsztynie, Muzeum w Warce, w zbiorach prywatnych w kraju i za granicą.

### Nagrody i wyróżnienia
1974, 75, 76 – Konkurs: Najlepsza Grafika Miesiąca, Warszawa, I nagroda, 1975 – XIV debiut studentów ASP, TP Sztuk Pięknych, Warszawa, I nagroda, 1976 – VII Ogólnopolska Wystawa Grafiki, Warszawa, nagroda, 1976 – VIII Festival Internacional de la Pinture, Cagnes sur Mer, wyróżnienie, 1977 – Ogólnopolska Wystawa Młodej Grafiki, Poznań, nagroda, 1978 – Międzynarodowe Biennale Grafiki, Kraków, nagroda specjalna, 1978 – VIII Ogólnopolska Wystawa Grafiki, Warszawa, nagroda, 1996 – Grafika Warszawska, wrzesień, nagroda, 1999 – Międzynarodowa Wystawa na 200-lecie Litografii, Warszawa, nagroda.

## Życie prywatne
Córka Wiktora i Zofii. Była matką prawniczki Zuzanny Rudzińskiej–Bluszcz.